# ラマティヴィ
ラマティヴィ（仏: Lamativie）は、フランス南西部のミディ＝ピレネー地域圏ロット県に属する旧コミューン。

## 地理
県の北東端、コレーズ県とカンタル県との境に位置する。県都のカオールからは北東に75km、小郡の中心地のスーセラックからは北に10kmのところにある。
その地形を生かして水力発電所が街の北部にある。

## 行政
- 市長：ジルベール・ラリーブ（Gilbert Larribe、2001年3月から） - 市長になる以前は畜産を営んでいた。

## 人口の推移
| 1962年 | 1968年 | 1975年 | 1982年 | 1990年 | 1999年 | 2006年 |
| ------ | ------ | ------ | ------ | ------ | ------ | ------ |
| 148    | 165    | 130    | 107    | 104    | 83     | 67     |

INSEEより。